# Росляково Раменьє
Росляко́во Раме́ньє (рос. Росляково Раменье) — присілок у складі Підосиновського району Кіровської області, Росія. Входить до складу Утмановського сільського поселення.
Населення становить 2 особи (2010, 15 у 2002).
Національний склад станом на 2002 рік — росіяни 100 %.